# Nienke ‘s Gravemade
Nienke ‘s Gravemade (De Bilt, 1982) is een Nederlands actrice, fotografe, schrijfster en online activiste.

## Biografie
Nienke ’s Gravemade werd geboren in de Bilt en groeide op in Bilthoven. Ze volgde een theateropleiding bij De Trap in Amsterdam en acteerde in verschillende korte films.
Sinds 2020 is 's Gravenmade actief op Twitter en later Instagram, waar ze als feministisch activiste ageert tegen onder andere misogynie, seksisme en het patriarchale systeem.
In 2022 maakte 's Gravenmade haar prozadebuut met Dorsten. Daarnaast schreef ze columns voor het tijdschrift LINDA, fotografeert ze voor verschillende tijdschriften en maakt ze radiocolumns voor Omroep ZWART.
’s Gravemade woont en werkt sinds 2017 in Brussel en heeft met haar partner een zoon.